# UK Singles Chart
A parada musical UK Singles Chart (em português: Parada de Singles do Reino Unido) é, atualmente, a parada de singles e temas musicais compilada pela The Official UK Charts Company (OCC), baseada na indústria musical do Reino Unido. A semana da parada vai de sexta a quinta, com a parada sendo publicada em papel pela revista Music Week e na internet pela Yahoo! Music UK (antiga Dotmusic) e pelo site oficial das paradas britânicas, o OfficialCharts.com.
Cerca de 6500 lojas físicas contribuem para a parada, assim como vários sites de vendas digitais e plataformas de streaming. Diferente da Billboard Hot 100, dos EUA, nenhuma estatística de audiência (airplay, no mundo da música) é utilizada na UK Singles Chart.
A parada principal contém o Top 200 de singles, combinando vendas físicas e digitais e streams, do qual um Top 100 é geralmente considerado a parada oficial. A parada de singles e outras paradas mais específicas são publicadas toda semana pela revista Music Week. As paradas completas, incluindo o top 200 de singles e top 200 de álbuns, são publicados pelo jornal independente Charts Plus às quarta-feiras.

## Artistas com mais números 1
A tabela abaixo mostra os artistas com mais músicas que chegaram à primeira posição:
- 21 – Elvis Presley
- 18 – The Beatles
- 14 – Cliff Richard (incluindo um com a banda estadunidense The Drifters, outro com o The Shadows e ainda outro com o The Young Ones), Westlife (incluindo um com Mariah Carey) e Ed Sheeran
- 13 – Madonna
- 12 – George Michael (incluindo 5 como membro do Wham!) e Take That
- 11 – Calvin Harris
- 10 – Elton John e Eminem
- 9 – ABBA, Rihanna e Spice Girls
- 8 – Oasis, The Rolling Stones e Sam Smith
- 7 – Ariana Grande, Kylie Minogue, McFly, Michael Jackson, Robbie Williams,Tinie Tempah e U2